# Cardoen CB-100
CB-100 – chilijska kasetowa bomba lotnicza. Przenosi 16 odłamkowo-przeciwczołgowych podpocisków typu PJ-1. Jej następcą jest bomba Cardoen CB-130.